# 증평시민공원
증평시민공원(曾坪市民公園, Jeungpyeong Civic Park)은 대한민국 충청북도 증평군에 있는 공원 및 스포츠 시설이다.

## 참고 문헌
- 《전국 공공체육 시설 현황 (2017년말 기준)》. 대한민국 문화체육관광부. 2019.